# داني نارديكو
داني نارديكو (بالإنجليزية: Danny Nardico)‏ مواليد 19 سبتمبر 1925 في باينسفيل، أوهايو، الولايات المتحدة - الوفاة 22 نوفمبر 2010 في ساكرامنتو، كان ملاكم محترف أمريكي صنّف ضمن فئة وزن خفيف الثقيل.

## إحصائيات
خاض خلال مسيرته 67 نزالا، فاز في 50 وتعادل في 4 وخسر في 13. فاز بالضربة القاضية في 35 نزالا.

## روابط خارجية
- داني نارديكو على موقع بوكس ريك (الإنجليزية) (registration required)